# Tema musical de Jeopardy!
Desde el debut de Jeopardy! en 1964, el programa ha tenido muchas versiones diferentes de su tema musical. El creador del programa, Merv Griffin fue el compositor de la mayoría de estos temas, sin embargo, algunos se atribuyen a otros escritores. El tema musical más frecuentemente asociado al programa es "Think!", que ha sido arreglado varias veces durante los años, y se ha usado frecuentemente en contextos como acontecimientos deportivos y programas de televisión.

## "Think!"
"Think!", originalmente titulada "A Time for Tony," ha servido como el músico de fondo para el "Final Jeopardy Round" desde el debut del programa en 1964. Merv Griffin originalmente compuesto la canción como una canción de cuna para su hijo, Tony.
En América, "Think!" ha sido usado frecuentemente en estadios de béisbol, durante situaciones en que el entrenador hable de un reemplazo; en revisiones visuales de repetición instantánea; y durante carreras, en situaciones cuando los oficiales intenten determinar la causa de un accidente que puede resultar en un penalty. En varios programas, incluyendo The Jerry Springer Show y Boston Legal, la tema ha sido usado en situaciones cuando un resultado debe ser determinado. Merv Griffin estimó la cantidad total de sus regalías desde la tema musical de Jeopardy! a $70,000,000. "Think!" fue considerada como el mejor tema musical de un concurso estadounidense por el GSN.
La tema tiene una duración de 30 segundos y un tempo de 132 ppm. En su arreglo original, la primera estrofa se toca en si mayor, y la segunda estrofa en re mayor. En un arreglo usado desde 1997 hasta 2008, la primera estrofa se toca en do mayor, y la segunda estrofa en mi bemol mayor. En el arreglo actual, usado desde 2008, la primera estrofa se toca en fa mayor y la segunda estrofa en la bemol mayor. La tema concluye con dos tonos que se tocan por los timbales (o, en el caso del arreglo de 2008, por instrumentos de cuerda).
Una rendición de "Think!" ha sido usada como la tema principal del programa desde 1984. La versión original de esta rendición tiene un tempo de 132 ppm. Comienza con una introducción que se toca inicialmente en si mayor, y luego invierte a do mayor. La melodía principal comienza en fa mayor, y luego invierte a la bemol mayor, y luego a si mayor, y luego a re mayor. Luego las secciones de fa mayor y la bemol mayor se repiten. En un arreglo de esta tema escrito por Steve Kaplan, que fue usado desde 1997 a 2001, la tema concluye con una repetición de la sección de si mayor.
En 2008, para el 25 aniversario de la serie, se encargó un nuevo arreglo para el programa, organizado por John Hoke y Chris Bell Music and Sound Design. Fue reorquestado en un sonido más cinematográfico por Bleeding Fingers Music, una empresa conjunta de Hans Zimmer y Sony Music (la división de música del propietario del programa Sony), para la serie 38 (primera serie completa después de la muerte del presentador Alex Trebek a mitad de la serie 37). ).

## Otras composiciones
En la versión original en NBC, la tema principal fue "Take Ten", compuesto por Julann Griffin, que contó con el uso de orquestraciones de jazz. La tema principal para la reposición de 1978, The All-New Jeopardy! fue "Frisco Disco", escrito por Merv Griffin y arreglado por Mort Lindsey, el director de banda musical para The Merv Griffin Show.